# Victoria (Texas)
Victoria település az Amerikai Egyesült Államok Texas államában, Victoria megyében, melynek megyeszékhelye is. Lakosainak száma 65 534 fő (2020. április 1.).

## Népesség
A település népességének változása:

| 2010 | 62 592 |
| 2020 | 65 534 |